# 切拉科維采

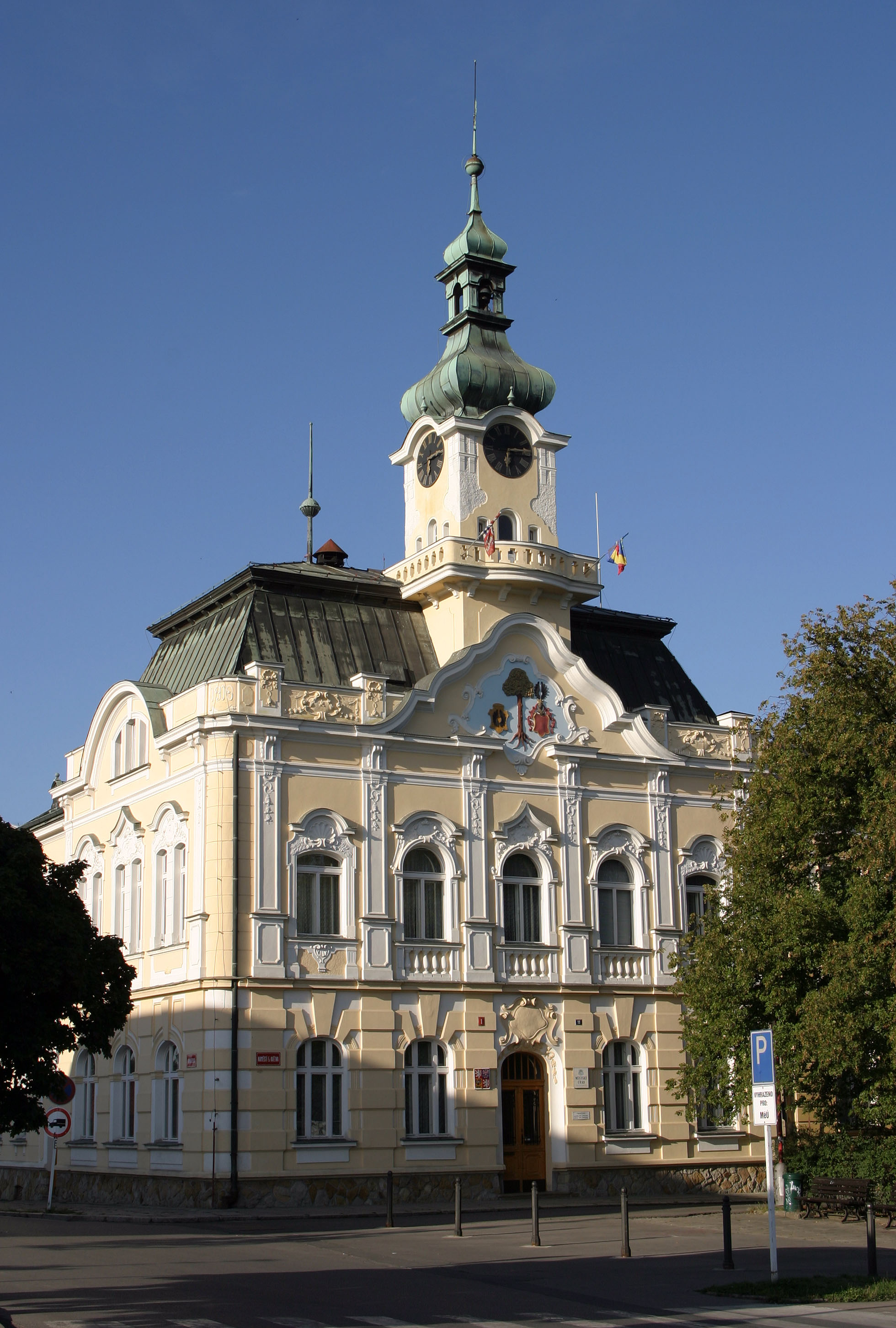

切拉科維采（捷克語：Čelákovice，發音：[ˈtʃɛlaːkovɪtsɛ]）是捷克中波希米亞州的城鎮，位於該國北部易北河畔，距離首都布拉格25公里，面積15.87平方公里，海拔高度184米，該地區自石器時代有人類居住，2012年人口達11,615。

## 外部連結
- Official website
- City Museum （页面存档备份，存于）